# Allodemus tricolor
Allodemus tricolor är en skalbaggsart som först beskrevs av Perty 1832.  Allodemus tricolor ingår i släktet Allodemus och familjen långhorningar.
Artens utbredningsområde är:
- Paraguay.
- Uruguay.

Inga underarter finns listade i Catalogue of Life.